# 圓尾綠蝦蛄
圓尾綠蝦蛄（学名：Clorida rotundicauda）为蝦蛄科綠蝦蛄屬下的一个种。